# Damir Rančić
Damir Rančić (Split, 23. lipnja 1983.) je hrvatski profesionalni košarkaš. Visok je 1,97 m i težak 86 kg. Igra na poziciji bek šutera, a trenutačno je seniorski trener KK Ribole Kaštela.

## Karijera
Karijeru je započeo u mlađim kategorijama KK Splita. Ondje je proveo pet sezona i odlazi u Cibonu.Nakon toga odlazi u grčki Panelinios. U Grčkoj je proveo jednu sezonu i natrag se je vratio u Hrvatsku, točnije u KK Zadar.
Od sezone 2016./17. član je KK Splita.

## Hrvatska reprezentacija
Bio je član hrvatske B reprezentacije koja je na Mediteranskim igrama u Pescari 2009. godine osvojila zlatnu medalju. U finalnom dvoboju protiv grčke reprezentacije bio je najefikasniji igrač utakmice s 20 koševa.

## Vanjske poveznice
- Profil na NLB.com
- Profil na KK Zadar.hr
- Profil  Arhivirana inačica izvorne stranice od 19. listopada 2016. (Wayback Machine) na kk-split.com